# Kincaid (Illinois)
Kincaid – wieś w Stanach Zjednoczonych, w stanie Illinois, w hrabstwie Christian.